# Lorena Bućan
Lorena Bućan (Split, 2002.) hrvatska je pjevačica, članica grupe Magazin. 
Rođena je u Splitu 2002. godine. Odrasla je u Mravincima pokraj Solina i počela pjevati s 8 godina. Ima starijeg brata i dvije sestre. Osvojila je 3. mjesto u drugoj sezoni talent showa „RTL Zvijezde” u kojoj joj je mentor bio Petar Grašo. Sudjelovala je na Dori 2019. godine s pjesmom „Tower of Babylon” i zauzela 2. mjesto. Iste godine nastupila je i na Splitskom festivalu s pjesmom „Kad si ti u pitanju” te Zagrebfestu s pjesmom „Tihi ocean”.
U 2020. godini ponovno je sudjelovala na Dori, ovaj put s pjesmom „Drowning” i osvojila 5. mjesto. Iste godine objavila je singl „Kako samo mater zna” s kojim je nastupila na Splitskom festivalu i osvojila tri nagrade uključujući „Zlatni val”, prvu nagradu žirija i nagradu za najbolju interpretaciju. Objavila je 2021. singl „Tvoja i gotovo” (Splitski festival). Za pjesmu dobila nagradu Cesarica za hit mjeseca. Slijedili su singlovi „Boli me” i „Jedno bez drugoga” (Splitski festival) 2022., „Ženska snaga” 2023. i „Melem” (Melodije Jadrana) 2024. godine.	
Od studenoga 2024. godine pjevačica je grupe Magazin, zamijenivši Andreu Šušnjaru koja je bila vokal grupe 14 godina. Dana 8. studenoga 2024. godine Magazin je objavio novi singl pod nazivom „Nesvjestica” s Lorenom Bućan kao novom pjevačicom.
Osvojila je nagrade Zlatni studio 2022. (najbolje novo lice na glazbenoj sceni) i Top.HR Music Awards 2023. (novi izvođač godine). Bila je nominirana za nagrade Zlatni studio 2023. (pjevačica godine) i Večernjakova ruža 2023. (novo lice godine).

## Diskografija

### Singlovi
| "Tower of Babylon"                                      | 2019. | 25. | Singl |
| "Kad si ti u pitanju"                                   | 2019. | —   | Singl |
| "Tihi ocean"                                            | 2020. | 36. | Singl |
| "Drowning"                                              | 2020. | —   | Singl |
| "Jedno bez drugoga"                                     | 2020. | 10. | Singl |
| "Tvoja i gotovo"                                        | 2021. | 13. | Singl |
| "Boli me"                                               | 2022. | 25. | Singl |
| "Ženska snaga"                                          | 2023. | 10. | Singl |
| "Melem"                                                 | 2024  | —   | Singl |
| "—" predstavlja da se pjesma nije pojavila na ljestvici |       |     |       |